# Aleksandr Zakhàrtxenko

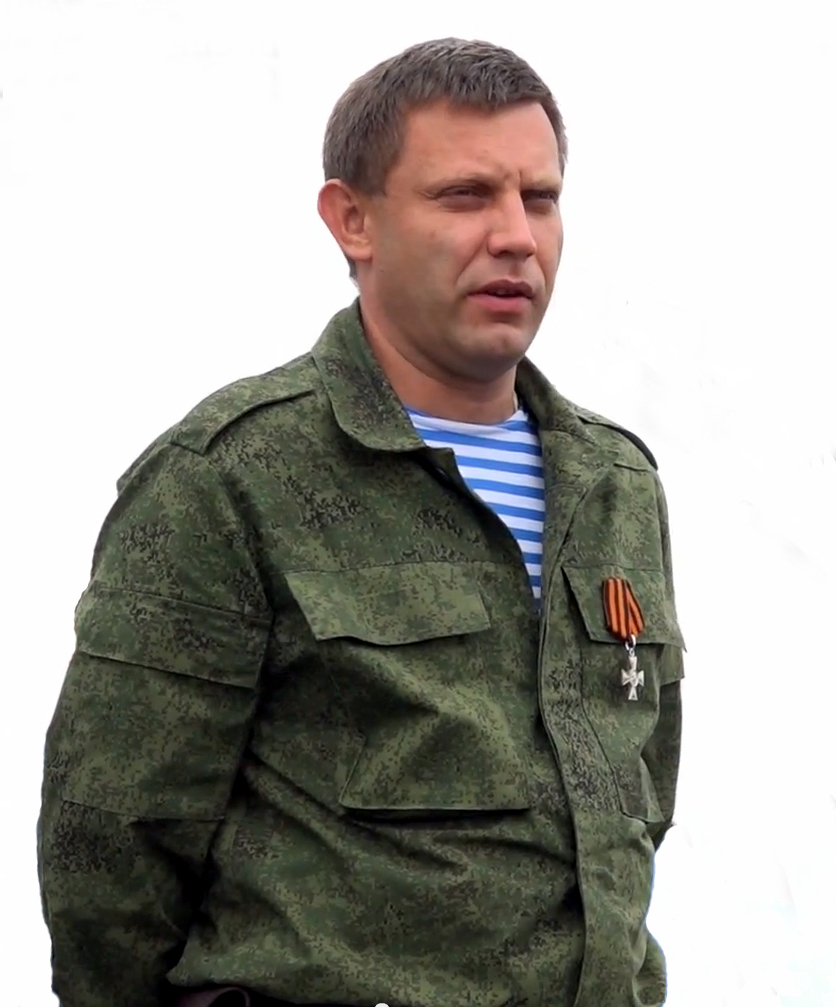
Aleksandr Zakhàrtxenko quan era primer ministre de Donetsk (8 de setembre de 2014).

Aleksandr Zakhàrtxenko (rus: Александр Владимирович Захарченко)  (Donetsk, 26 de juny de 1976 - Donetsk, 31 d'agost de 2018) va ser un militar i dirigent separatista ucraïnès pro-rus. Fou el Cap d'estat i Primer ministre de l'autoproclamada República Popular de Donetsk, que va declarar la seva independència d'Ucraïna l'11 de maig del 2014. Zakhàrtxenko va ser assassinat després d'esclatar una bomba a Donetsk el 31 d'agost de 2018.

## Carrera política
Zakhàrtxenko va succeir a Aleksandr Borodai, un ciutadà rus, com a Primer Ministre de la regió ucraïnesa secessionista de Donetsk el 7 d'agost de 2014, i Borodai esdevingué aleshores el seu viceprimer ministre. Zakhàrtxenko en canvi és de Donetsk.
Segons Borodai, Zakhàrtxenko "és un nadiu de Donetsk" i "és obertament un líder d'una unitat anomenada 'Oplot'", que forma part de les Forces Armades Unides de Nova Rússia. Zakhàrtxenko va ser el seu líder i el 24 de juliol de 2014 va ser guardonat amb el rang de Major pel militar rus Ígor Guirkin (també conegut com a "Strelkov"), després d'haver estat ferit en un braç lluitant contra l'Exèrcit Ucraïnès. Segons Guirkin, ell era llavors (també) Ministre de l'Interior adjunt. El 16 de maig de 2014, Zakhàrtxenko va ser nomenat 'El comandant militar de Donetsk'. Al setembre de 2014, Zakhàrtxenko va ser el principal negociador de la República Popular de Donetsk en el Protocol de Minsk, en què va ser acordat un memoràndum sobre un pla de pau per resoldre el conflicte armat en l'est d'Ucraïna. En les Eleccions generals de la República Popular de Donetsk de 2 de novembre de 2014, Zakhàrtxenko va guanyar amb un 78,93% dels vots.

### Càrrecs polítics
En la campanya electoral per a les eleccions parlamentàries de 2014 en l'autoproclamada República Popular de Donetsk, Zakhàrtxenko va dir als seus potencials votants que ell desitjava que les pensions fossin més altes que a Polònia i que els jubilats haurien de tenir diners suficients per «viatjar a Austràlia, almenys una vegada a l'any, per caçar una dotzena de cangurs en safaris». Segons Zakhàrtxenko, això seria possible perquè, en la seva opinió, la regió de Donetsk és molt rica, com la Unió dels Emirats Àrabs. Ell va desenvolupar aquest argument dient que la regió té carbó, metal·lúrgia, gas natural i que la diferència entre la Unió dels Emirats Àrabs i la regió de Donetsk és que en aquell país no hi ha cap guerra, al contrari del que ocorre en aquesta regió. Zakhàrtxenko va prometre construir «un estat normal, bo i just», acreixent que «els nostres mossos moriren per aquesta causa» i que «els civils encara estan sent morts per això, fins ara».

## Vida privada
Zakhàrtxenko es va graduar de l'Escola Tècnica d'Automatització Industrial de Donetsk. Va estudiar en l'Institut de Dret de Donetsk, però no va completar l'educació superior. Va començar la seva carrera professional com a electricista de mines i, de seguida, es va dedicar a activitats empresarials, en les quals va guanyar experiència en la gestió d'equips. En entrevistes, malgrat no haver completat l'educació superior, Zakhàrtxenko s'ha presentat com a enginyer elèctric. Zakhàrtxenko estava casat i tenia 3 fills.

## Assassinat
El 31 d'agost de 2018, una explosió a la cafeteria Separ, situada al bulevard Puixkin de la ciutat de Donetsk, va causar-li la mort. El ministeri d'Afers Estrangers rus declarà que hi havia motius per a pensar que el govern ucraïnès era el responsable de la mort de Zakhàrtxenko. Per la seva banda, l'administració ucraïnesa negà tota relació amb l'atemptat.